# ヘルヴィヒ・フォン・ホルシュタイン
ヘルヴィヒ・フォン・ホルシュタイン（ドイツ語：Helvig von Holstein, スウェーデン語：Helvig av Holstein, 1264年以前 - 1325年ごろ）は、スウェーデン王マグヌス3世の王妃。ホルシュタイン＝イツェホー伯ゲルハルト1世（1290年没）とエリーザベト・フォン・メクレンブルク（1280年没）の間の娘。

## 生涯
ヘルヴィヒは1276年にマグヌス3世と結婚し、ヴェストマンランドにあるムンクトルプのドーヴァ（Dåvö）の領地を与えられた。マグヌスはヘルヴィヒとの結婚により、デンマークとホルシュタインの同盟を阻止することができた。しかし、マグヌスは婚礼後にはじめてヘルヴィヒとの結婚の特免状を手に入れた。
父ゲルハルト1世は、1278年にスカラで貴族が反乱を起こした際（フォルクング党の反乱）に捕まり、ヘルヴィヒも標的となった。反乱はタイミング良く行われ、ヘルヴィヒがスウェーデン内を旅していた時のことであった。ヘルヴィヒは修道院に逃げ込んだとみられる。
ヘルヴィヒは1281年6月29日にセーデルチェピング（Söderköping）で戴冠された。これはスウェーデンで確認できる最古の王妃の戴冠式である。この式では、非常に重要な事柄であったヘルヴィヒの出産についても祈られた。ヘルヴィヒはストックホルムのグローブラードラー修道院（Gråbrödraklostret）をはじめとしていくつかの教会や修道院を創建した。しかし、14年間王妃であったにもかかわらず、王妃としてのヘルヴィヒについてはあまり知られておらず、王妃としても王太后としても控えめな生活を送っていたとみられる。ヘルヴィヒは1277年の聖エリクのミサなど、司教の任命、祝日の祝いの儀式、および聖遺物の設置などに伴う行列において重要な役割を果たした。
1290年に夫マグヌス3世が死去した後、ヘルヴィヒはマグヌスの遺書の執行人の一人となった。1291年、ヘルヴィヒはヴェストマンランドのドーヴァに隠棲した。マグヌスの在位中およびその死後において、ヘルヴィヒの公私における政治的役割については伝わっていない。ヘルヴィヒは、息子たちの対立に悩まされた、高貴で忠実、平和を愛する母親であったとされている。また、息子ビルイェルの婚約者であったマルタ・ア・ダンマークの養母となった。マルタは1290年以降、将来のスウェーデン王妃として、若年期に長い間スウェーデンで過ごしていた。1302年、ヘルヴィヒは息子の戴冠式に出席している。
ヘルヴィヒは、寡婦財産として与えられていたフィアードフンドラランド（Fjärdhundraland）を統治した。
ヘルヴィヒは、夫マグヌス3世および娘リキサとともにストックホルムのリッダーホルム教会に葬られている。

## 子女
ヘルヴィヒは、1276年11月11日にカルマルでマグヌス3世と結婚した。
- インゲボリ（1277年 - 1319年） - デンマーク王エーリク6世と結婚
- ビルイェル（1280年 - 1321年） - スウェーデン王（1290年 - 1318年）
- エリク（1282年頃 - 1318年） - セーデルマンランド公、マグヌス4世の父
- ヴァルデマール（1282年以降 - 1318年） - フィンランド公
- リキサ（1285年 - 1348年） - ストックホルムの聖クララ女子修道院長